# Hensbroek

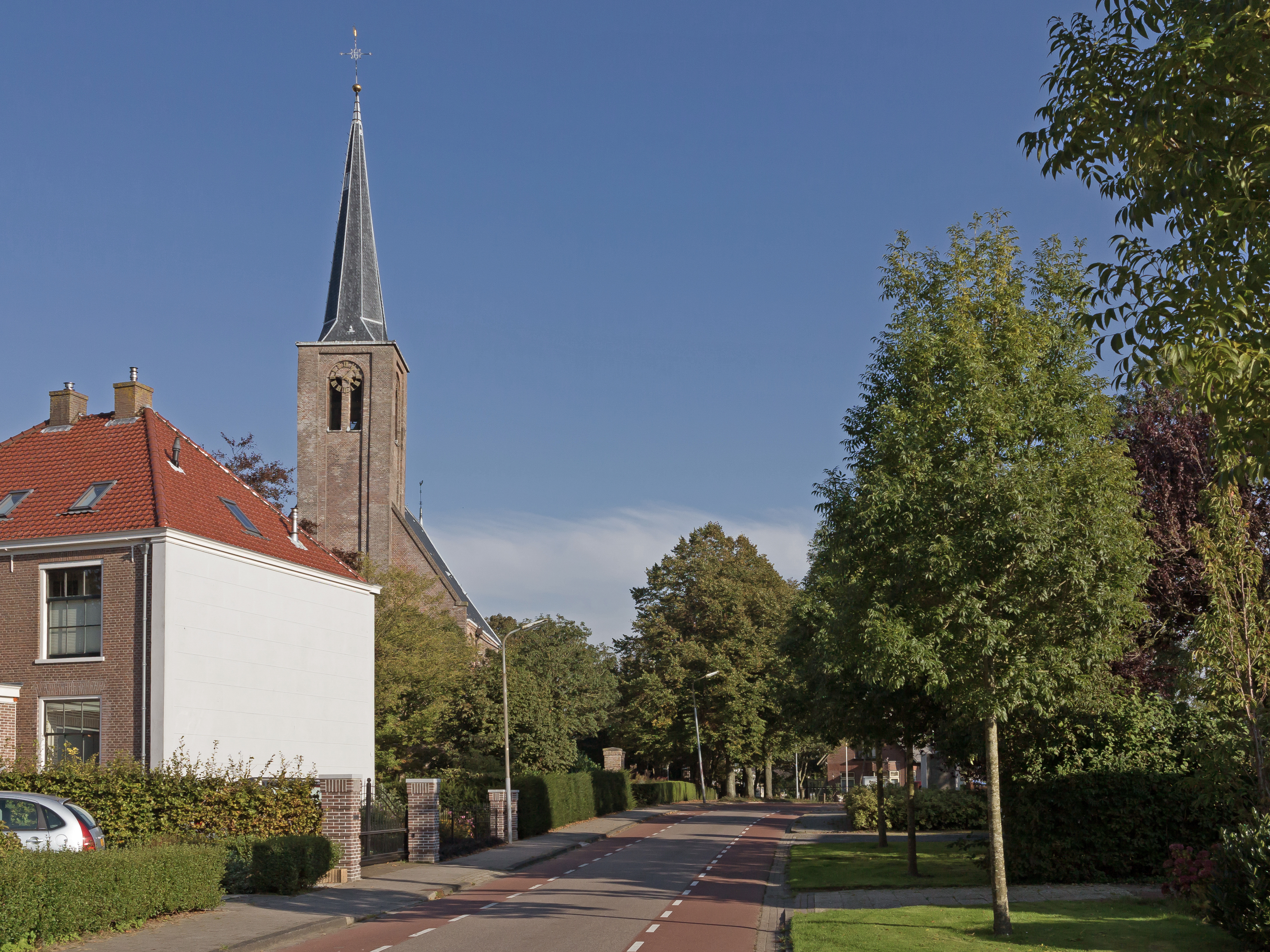
Veduta del villaggio di Hensbroek con la chiesa protestante

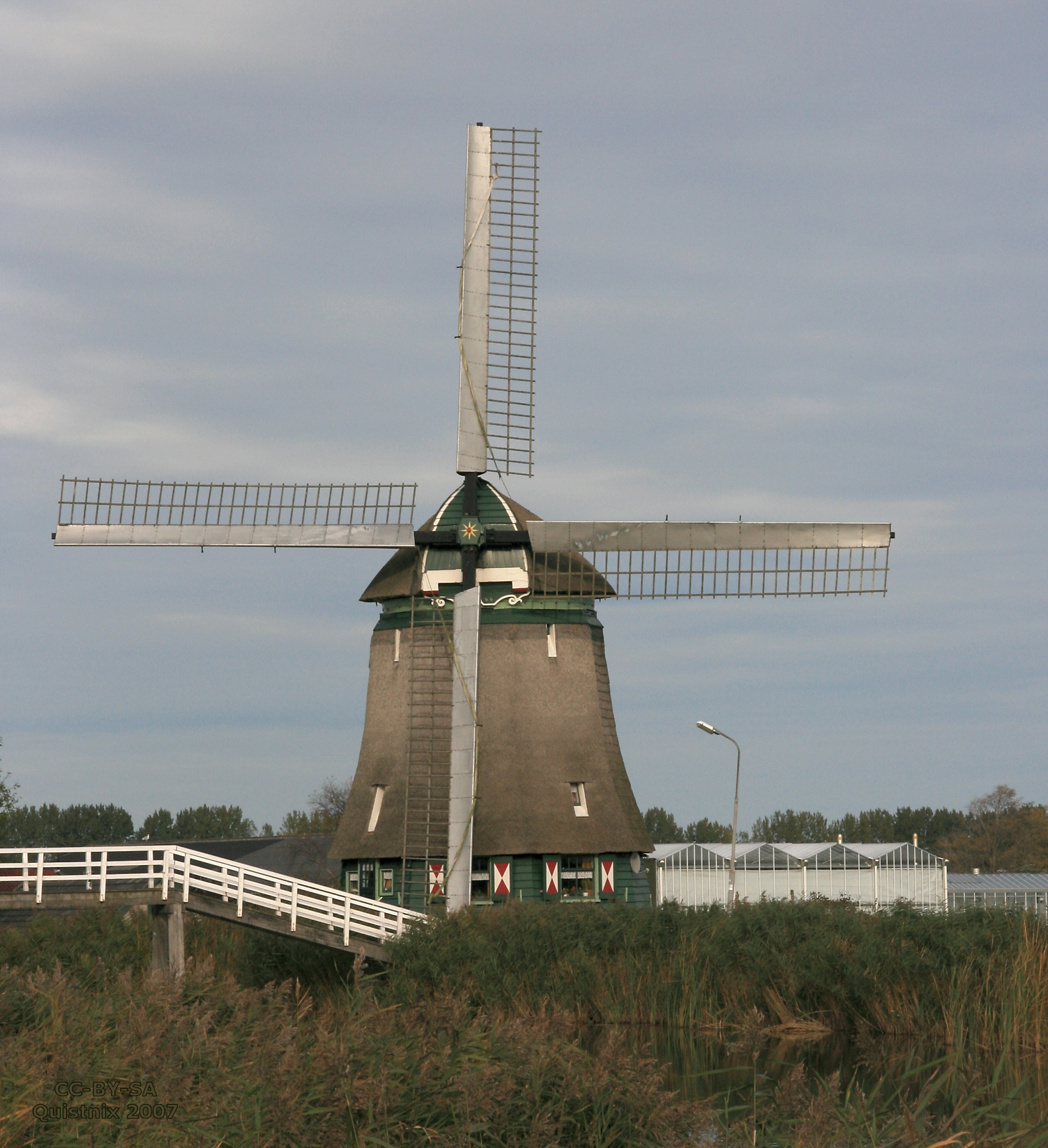
Il mulino di Hensbroek

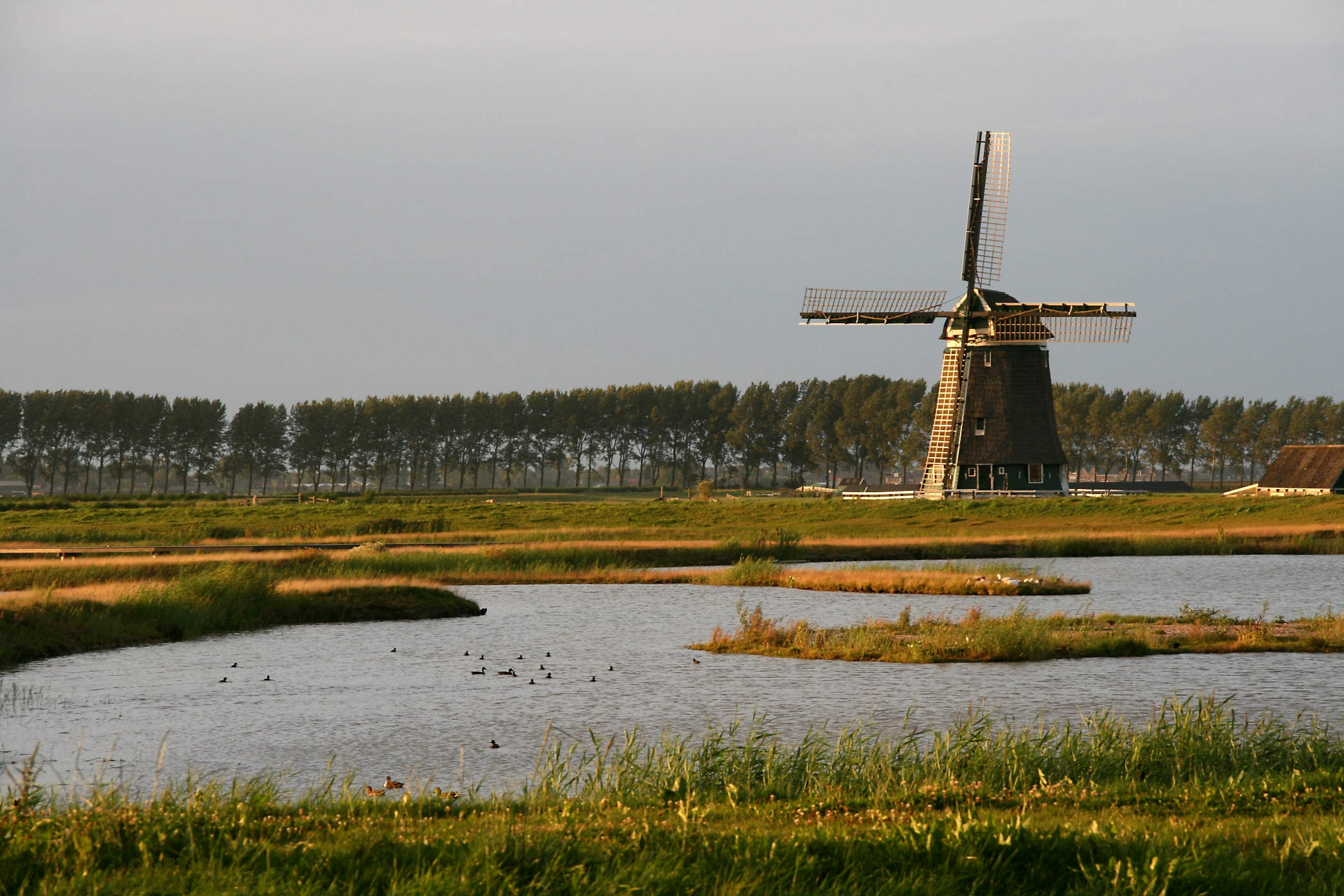
Il mulino Nieuw Leven nella buurtschap di Wogmeer

Hensbroek è un villaggio (dorp) di circa 1 600 abitanti del nord-ovest dei Paesi Bassi, facente parte della provincia dell'Olanda Settentrionale (Noord-Holland) e situato nella regione della Frisia Occidentale. Dal punto di vista amministrativo, si tratta di un ex-comune, dal 1979 accorpato alla municipalità di Obdam, comune a sua volta inglobato nel 2007 nella municipalità di Koggenland.

## Geografia fisica
Hensbroek si trova a pochi chilometri ad ovest della località costiera di Hoorn.

## Origini del nome
Il toponimo Hensbroek attestato anticamente come Hensbroec, Heensbroke (1319), Heynsbrouck (1395-1396), Hensbroeck (1480-1481), Hemsbrouck (1535), Hijnsbrouk (1573) e Hensbroeck (1665), contiene il nome di persona Hen e il termine broek, che indica un luogo paludoso.

## Storia

### Dalle origini ai giorni nostri
Nel 1520, fu costruita a Hensbroek una chiesa dedicata a San Marco, che però fu distrutta da un incendio nel 1579.

### Simboli
Nello stemma di Hensbroek è raffigurato un gallo su un paio di pantoloni su sfondo rosso.
Lo stemma è dovuto ad un'errata interpretazione del termine broek contenuto nel toponimo Hensbroek, inteso nel significato di "pantaloni" e non in quello corretto di "terreno paludoso". Il paio di pantaloni si ritrovano nello stemma di Hensbroek sin dal XVI secolo, mentre il gallo è attestato nello stemma sin dal secolo precedente (quando era raffigurato sopra una collinetta).

## Monumenti e luoghi d'interesse
Hensbroek vanta 5 edifici classificati come rijksmonumenten .

### Architetture religiose

#### Hervormde Kerk
Principale edificio religioso di Hensbroek è la Chiesa protestante (Hervormde Kerk): situata al nr. 2 della Kerkweg, fu realizzata tra il 1658 e il 1838.

#### Chiesa di San Marco
Altro edificio religioso di Hensbroek è la chiesa di San Marco, situata al nr. 14 della Kooimanweg e risalente al 1967.

### Architetture civili

#### Mulino di Hensbroek
Altro edificio d'interesse è il mulino di Hensbroek, costruito nel 1866 e rinnovato nel 1918.

#### Mulino Het Leven
Nella buurtschap di Wogmeer, si trova inoltre il mulino di Het Leven, costruito nel 1608 e rinnovato nel 1945.

## Società

### Evoluzione demografica
Al censimento del 1º gennaio 2018, Hensbroek contava una popolazione pari a 1 635 abitanti, di cui 865 erano uomini e 760 erano donne.
Il dato demografico è rimasto invariato rispetto all'anno precedente, ma è in incremento rispetto al 2015 e al 2016, quando contava rispettivamente 1610 e 1 620 abitanti.

## Geografia antropica

### Suddivisioni amministrative
Buurtschappen
- Wogmeer